# John Mark Taylor
John Mark Taylor (ur. 19 sierpnia 1941 w Hampton in Arden, zm. 28 maja 2017 w Solihull) – brytyjski polityk i prawnik, poseł do Parlamentu Europejskiego I kadencji, w latach 1983–2005 członek Izby Gmin.

## Życiorys
Absolwent Bromsgrove School i The University of Law. W 1966 uzyskał uprawnienia solicitora. Był starszym partnerem kancelarii prawniczej, następnie od 1978 do 1988 prowadził własną kancelarię. Był także m.in. zarządcą University of Birmingham.
Działał w Partii Konserwatywnej. Od 1971 radny Solihull, a od 1973 hrabstwa West Midlands. W 1979 wybrany posłem do Parlamentu Europejskiego. Przystąpił do frakcji Europejscy Demokraci, był jej wiceprzewodniczącym. W latach 1983–2005 przez pięć kadencji zasiadał w Izbie Gmin, ponadto od 1997 do 1998 należał do Zgromadzenia Parlamentarnego Rady Europy. Zajmował stanowiska Lorda Komisarza Skarbu (1989–1990), wiceszambelana Dworu Królewskiego (1990–1992), parlamentarnego sekretarza ds. handlu i przemysłu (1995–1997) oraz ministra ds. Irlandii Północnej w gabinecie cieni torysów.
Od 1979 był żonaty z Ann Hall, małżeństwo zakończyło się w 1990 rozwodem.